# Vereinigung von Hausbesitz und Landwirtschaft
Die Vereinigung von Hausbesitz und Landwirtschaft (VHL) war eine liberale Partei im Saargebiet, die von 1922 bis 1933 existierte. Sie nannte sich 1924 in Vereinigung von Hausbesitz und Landwirtschaft – Deutscher Wirtschaftsbund und 1928 zur Deutschen Wirtschaftspartei (DWP) um. Sie ging 1933 in der Deutschen Front auf.

## Wahlergebnisse
Bei der Landesratswahl 1922 erhielt die Partei 8,3 Prozent der Stimmen und erhielt zwei Sitze im Landesrat. Diese nahmen Gustav Schmoll und Peter Wagner wahr. 1924 konnte die Partei nur noch 4,1 Prozent erringen und verlor damit einen Sitz. Als Abgeordneter wurde Albert Jakob entsendet. 1928 verschlechterte sich das Ergebnis auf 3,1 Prozent. Dieses wiederholte sich 1932. Abgeordneter wurde in beiden Legislaturperioden Gustav Schmoll.